# Brixton
Brixton – dzielnica południowego Londynu, część gminy Lambeth, położona w odległości 6,1 km od centrum Londynu (Charing Cross). Posiada kody pocztowe SW2 oraz SW9. Brixton jest znane z pulsującego życia nocnego, znajduje się tam popularna scena muzyczna i clubbingowa. Dzielnica jest bardzo zróżnicowana kulturowo i jest głównym skupiskiem karaibskiej społeczności zamieszkującej Londyn. Niegdyś nosząca bardzo złą reputację ze względu na wysoki stopień przestępczości, obecnie dzielnica przechodzi proces gentryfikacji.
W 1979 roku zespół The Clash nagrał utwór zatytułowany "The Guns of Brixton". Piosenka "Uptight Downtown" La Roux (2014) odnosi się do zamieszek w Brixton z 2011 roku.

## Historia
Nazwa dzielnicy pochodzi od słowa "Brixistane", które oznacza "kamień Brixi" i odnosi się do imienia jednego z saskich lordów. Miał on swego czasu wybudować kamienny mur wyznaczający granicę regionu. Dokładna lokalizacja muru nie jest znana, choć najprawdopodobniej znajdował się on w okolicach ulicy Brixton Hill, która w tamtym czasie nosiła nazwę Bristow lub Brixton Causeway. Było to na długo zanim na terenie rozwinęło się osadnictwo.
Brixton zaczęło być zasiedlane dopiero od początku XIX wieku. Otwarcie mostu Vauxhall w 1816 roku umożliwiło dogodne połączenie Brixton z centrum Londynu. W latach 60. pociągi przewoźnika London, Chatham and Dover Railway zaczęły kursować przez dzielnicę, a w kolejnych dekadach Brixton było znane jako przedmieście zamieszkiwane przez klasy średnie. W latach 80. tego samego wieku ulica Electric Avenue została pierwszą w całym Londynie wyposażoną w latarnie uliczne. W tamtym czasie przy głównych ulicach Brixton zaczęto budować duże, drogie domy.
Od początku XX wieku do dzielnicy zaczęło napływać wielu nowych mieszkańców i w latach 20. Brixton stało się największym centrum handlowym południowego Londynu, oferującym także liczne kina, teatry i puby. W trakcie II wojny światowej okolica jednak została dotkliwie zbombardowana, co pogorszyło warunki mieszkalne. W 1948 roku, na pokładzie statku „Empire Windrush”, do Brixton sprowadziła się pierwsza fala powojennych imigrantów z Karaibów. W 50. rocznicę tego wydarzenia, plac położony pomiędzy ratuszem gminy Lambeth a biblioteką Tate otrzymał nazwę Windrush Square. Po wojnie w Brixton zaczęto budować liczne osiedla socjalne, składające się z wielopiętrowych bloków, na których z czasem zaczęła rozwijać się przestępczość.
Dzielnica przez dekady borykała się z problemami takimi jak bezrobocie, wysoka przestępczość czy złe warunki mieszkalne. Prowadzone tam przez policję akcje mające na celu zapobieganie przestępstwom zostały odebrane jako rasistowskie i tak w kwietniu 1981 doszło tam do zamieszek, wskutek których zostało rannych ponad 300 osób. W 1985 roku w Brixton rozegrały się kolejne zamieszki, kiedy to policjanci zastrzelili czarną kobietę Cherry Groce w jej własnym domu, szukając jej syna. 10 lat później doszło tam do kolejnych zamieszek po tym jak zmarł przetrzymywany przez policję młody czarny chłopak, Wayne Douglas.
Od lat 90. Brixton przechodzi gentryfikację, co spotyka się z mieszanymi odczuciami ze strony mieszkańców.

## Znane osoby
- David Bowie, piosenkarz
- Deborah Dyer, znana jako "Skin", piosenkarka
- Havelock Ellis, seksuolog
- Elly Jackson, wokalistka La Roux
- Mick Jones, członek grupy The Clash
- Ken Livingstone, polityk
- John Major, polityk
- Nyron Nosworthy, piłkarz
- Paul Simonon, członek grupy The Clash
- Poly Styrene, wokalistka X-Ray Spex
- Danny Williams, bokser
- Dillian Whyte, bokser

## Galeria
Od lewej: Biblioteka Tate, Brixton Academy, Black Cultural Archives, Loughborough Estate, mural poświęcony Davidowi Bowiemu na Tunstall Road.

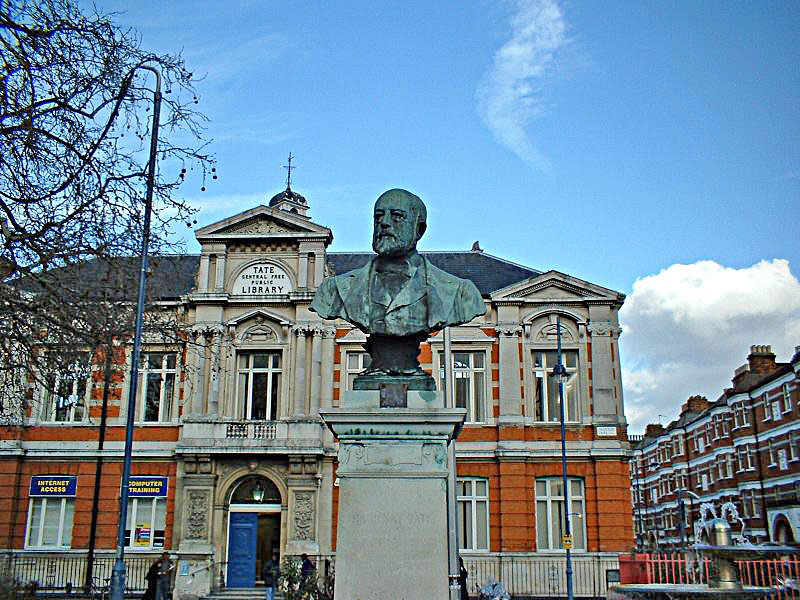
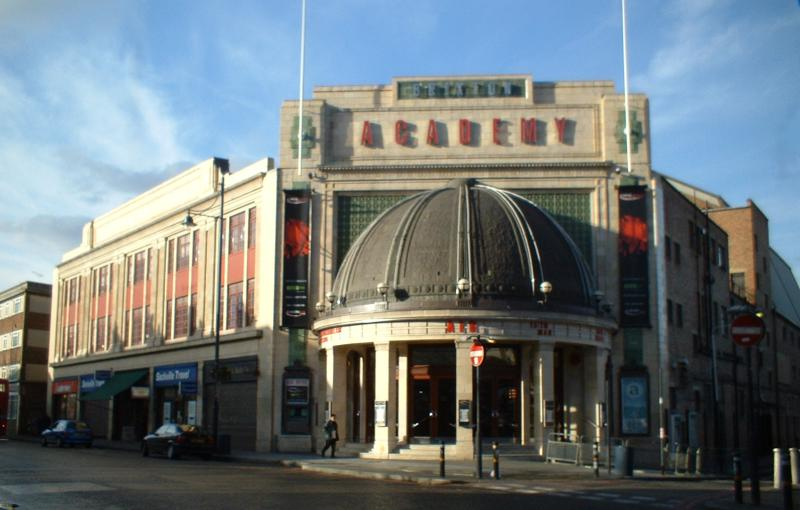
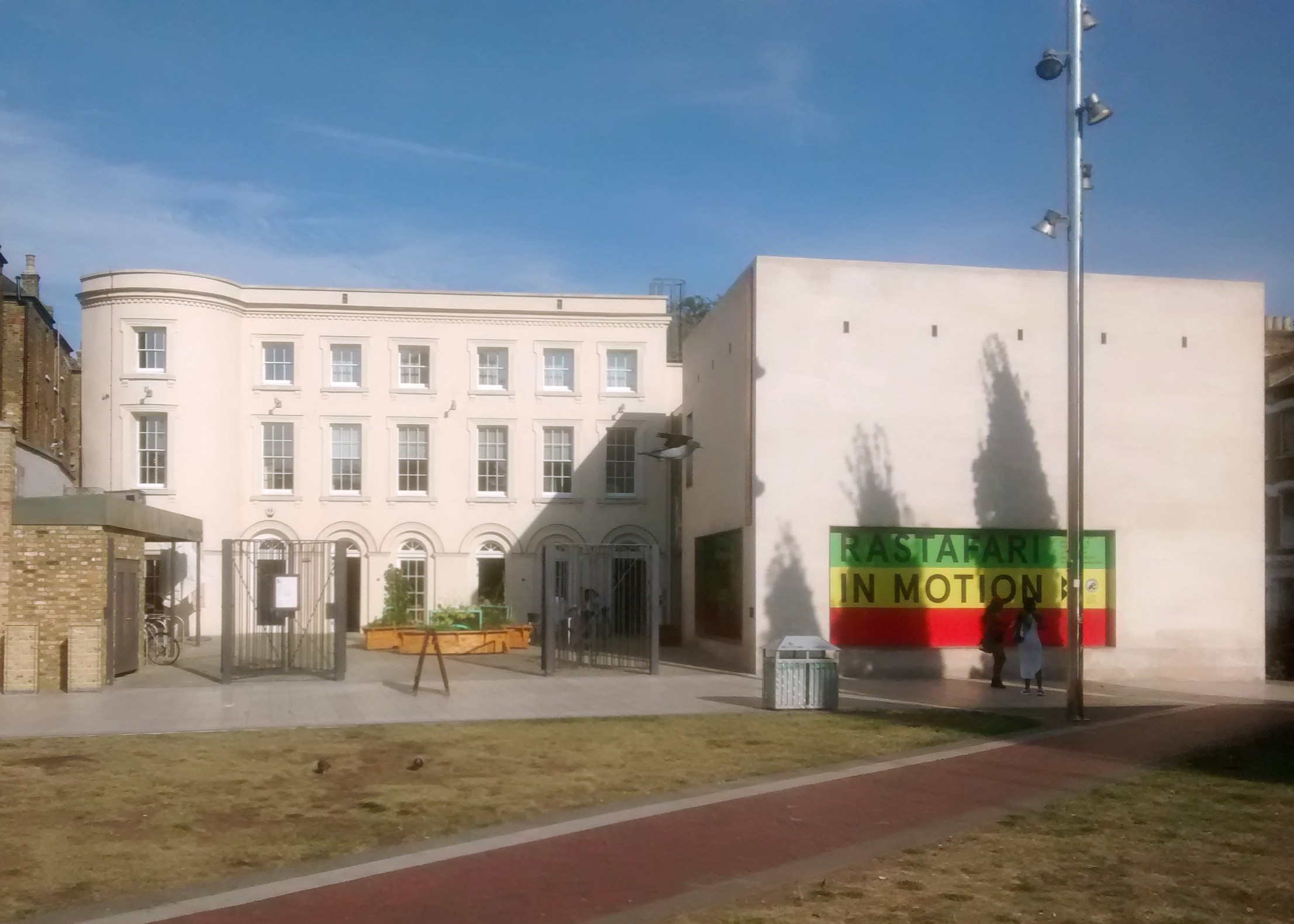
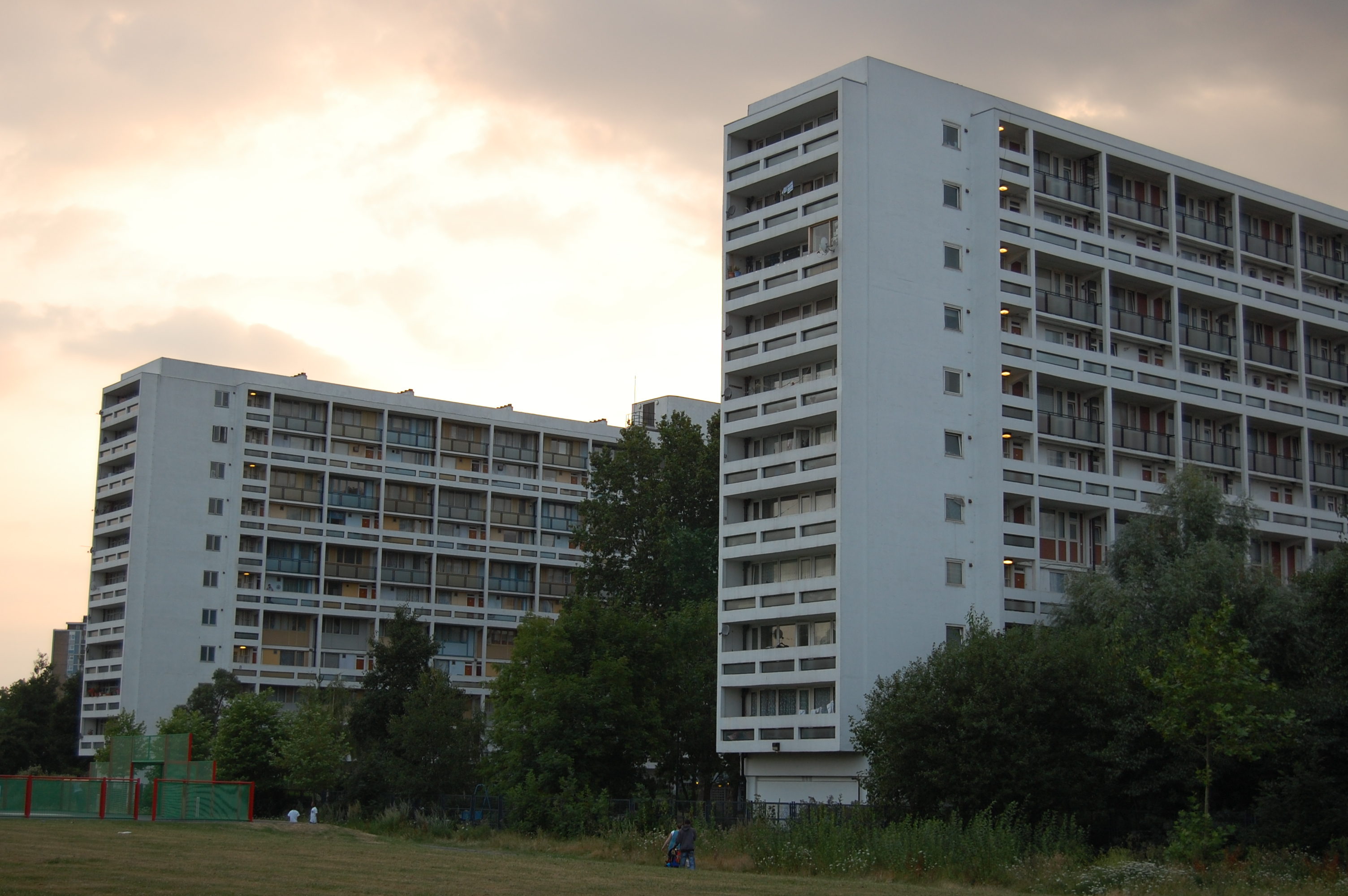